# NGC 32
Az NGC 32 egy aszterizmus a Pegasus (Pegazus) csillagképben.

## Felfedezése
Az NGC 32 aszterizmust Johann Friedrich Julius Schmidt fedezte fel 1861. október 10-én.